# Volta à Andaluzia de 1957
A 4.ª edição da Volta à Andaluzia disputou-se entre 1 e 8 de fevereiro de 1957 com um percurso de 1 201,0 km dividido em 8 etapas, com início e final em Málaga.
Participaram 73 corredores repartidos em 8 equipas dos que só conseguiram finalizar a prova 39 ciclistas.
O vencedor, o espanhol Hortensio Vidaurreta, cobriu a prova a uma velocidade média de 31,726 km/h enquanto na classificação da montanha impôs-se o também espanhol René Marigil.

## Etapas
| Etapa | Data           | Percorrido                      | Km    | Ganhador da etapa      |
| 1.ª   | 1 de fevereiro | Málaga - Málaga                 | 135,0 | Miguel Bover           |
| 2.ª   | 2 de fevereiro | Málaga - Granada                | 135,0 | René Marigil           |
| 3.ª   | 3 de fevereiro | Cabra - Córdoba                 | 190,0 | Juan Bibiloni          |
| 4.ª   | 4 de fevereiro | Córdoba - Sevilla               | 154,0 | Juan Bibiloni          |
| 5.ª   | 5 de fevereiro | Sevilla - Sevilla               | 188,0 | Andrés Trobat          |
| 6.ª   | 6 de fevereiro | Sevilla - Jerez de la Frontera  | 97,0  | Gabriel Mas            |
| 7.ª   | 7 de fevereiro | Jerez de la Frontera - La Línea | 168,0 | Antonio Suárez Vázquez |
| 8.ª   | 8 de fevereiro | La Línea - Málaga               | 134,0 | Gabriel Company        |

## Classificação final
|    | Ciclista               | Equipa          | Tempos      |
| -- | ---------------------- | --------------- | ----------- |
| 1  | Hortensio Vidaurreta   | Gama            | 33h 35' 38" |
| 2  | Gabriel Mas            |                 | + 2' 49"    |
| 3  | Jesús Galdeano         | Ignis-Doniselli | + 3' 14"    |
| 4  | Antonio Jiménez Quiles | Gama            | + 4' 02"    |
| 5  | Andreu Trobat          | Faema           | + 4' 36"    |
| 6  | Ángel Guardiola        |                 | + 5' 42"    |
| 7  | José Pérez das Heras   |                 | + 6' 31"    |
| 8  | Francisco Moreno       | Gama            | + 8' 47"    |
| 9  | Ángel Rodríguez López  |                 | + 9' 01"    |
| 10 | Miguel Bover           |                 | + 9' 02"    |